# 麥覺理街 (雪梨)
麥覺理街（英語：Macquarie Street）是澳洲新南威爾斯州首府雪梨商業中心區東端的街道，北至雪梨歌劇院，南抵海德公園。除了连接这两处重要地标外，新南威爾斯州最重要的政府机构也都坐落在麥覺理街上。

## 歷史
麥覺理街以前新南威爾斯殖民地總督拉克倫·麥覺理（1810-1821年在任）命名。麥覺理到任前，當時的新南威爾斯主要殖民點悉尼建設相當滯後，沒有大型公共建築，狹小的街巷錯綜複雜，甚至飲水、排污設施也相當落後。麥覺理到任后立即著手規劃悉尼城區，以環形碼頭為中心規劃較規則的街道佈局，並規劃了政府用地、民用地和保留綠地。作爲此規劃的一部分，麥覺理街的設計為官方儀仗大道，其南端為正式花園式的海德公園，兩旁則分佈殖民地的公共建築，北端連接總督府。此公共區分割並連接東面的總督禁苑和植物園等大片綠地，與西面的住宅和商業區。
麥覺理街划出后，麥覺理總督又主導了一系列重要公共建築的設計建造，至今依原樣保存的有位于麥覺理街南端兩側、互相正對的海德公園軍營與聖雅各教堂。

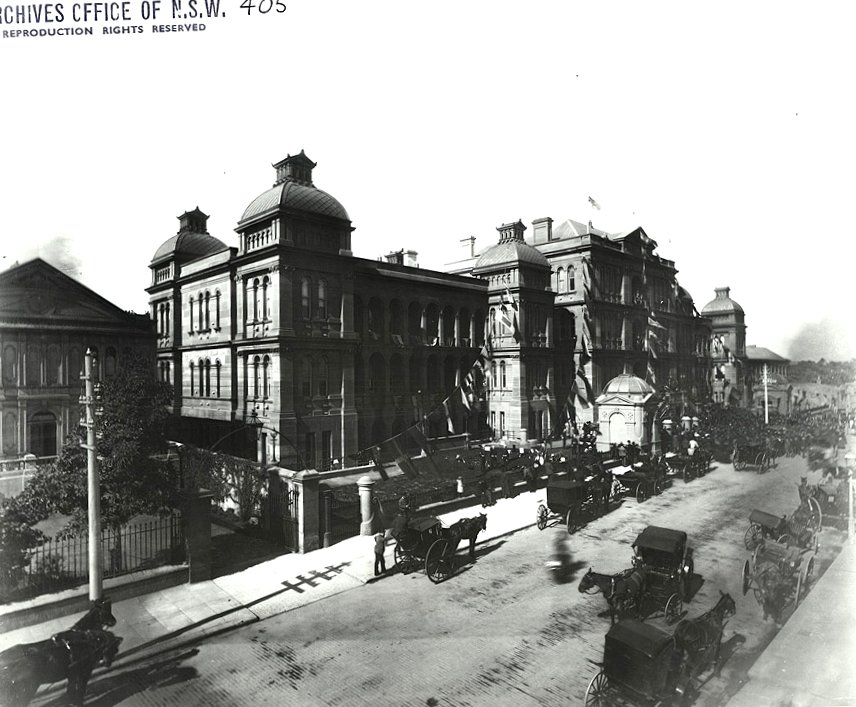
重建后的悉尼醫院

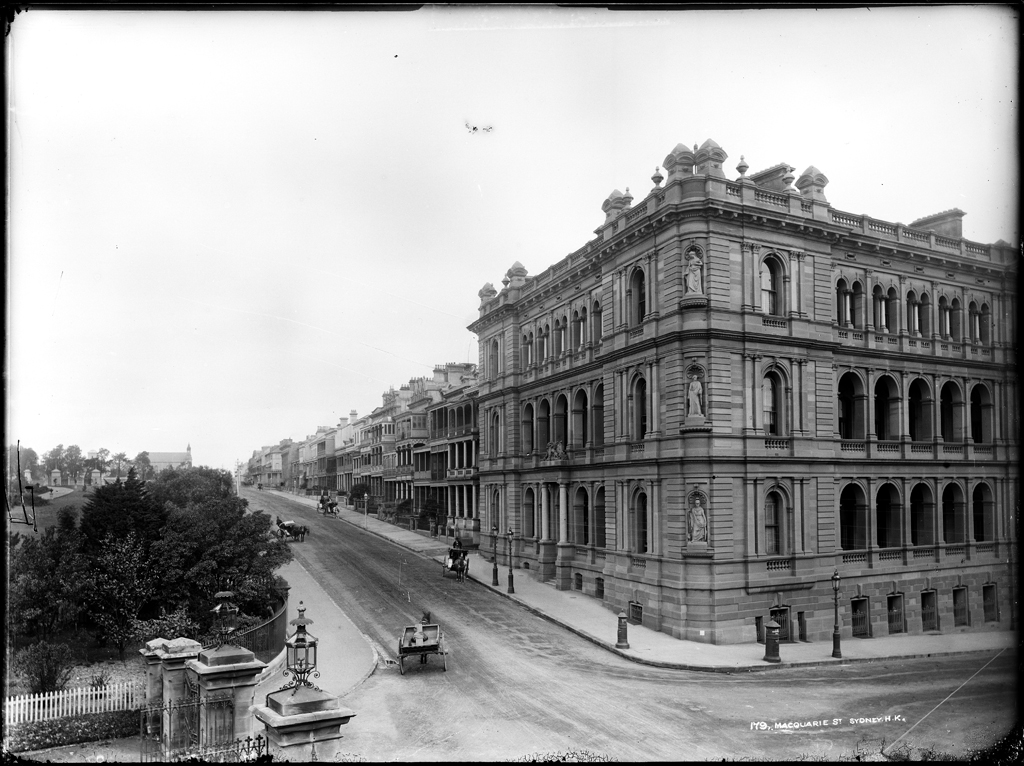
1900年左右的麥覺理街中端，右邊的高大建築是布政司洋樓，左邊是皇家植物園通向總督府的門

此外，1810年，麦觉理总督将禁苑的一部分划出建设医院。由于英国政府不愿提供经费，医院的建造合同规定由政府提供流放犯作为劳力，建筑商报酬的一部分用进口朗姆酒的专利牌照抵销，因此醫院被稱爲“朗姆酒醫院”。医院建筑于1816年完工，时人称其“优雅而宽敞”，但流放犯背景的著名殖民地建筑师弗朗西斯·格林威则对设计和建造都进行批评。作爲當時殖民地唯一的大型醫院，這座醫院佔據了現在麥覺理街東側的整個南半部。實際上，醫院的規模超出悉尼当时所需，從建成開始兩翼樓的空間就逐步被政府機構佔用。其中，醫院的北翼樓被行政會、立法會佔用，後來擴建成了議會大廈，南翼樓則成爲了鑄幣厰。
麥覺理去任后，繼任的總督和實行責任政府后的歷屆政府繼續將麥覺理街作爲政府和公共區域中軸建設，建造了包括州立圖書館、佈政司署、財政部等一系列歷史建築。同時，作爲環境優雅的林蔭大道，又靠近皇家植物園等一系列大型綠地，這裡成爲悉尼最時髦的高尚住宅街。後來，由於毗鄰悉尼醫院和各級法院，這裡也雲集了悉尼的頂尖醫生和大律師的事務所。1977年，新南威爾士州政府在更在麥覺理街南端建造了新的法院大樓，作爲州最高法院的駐地和各聯邦法院駐悉尼時的駐地。

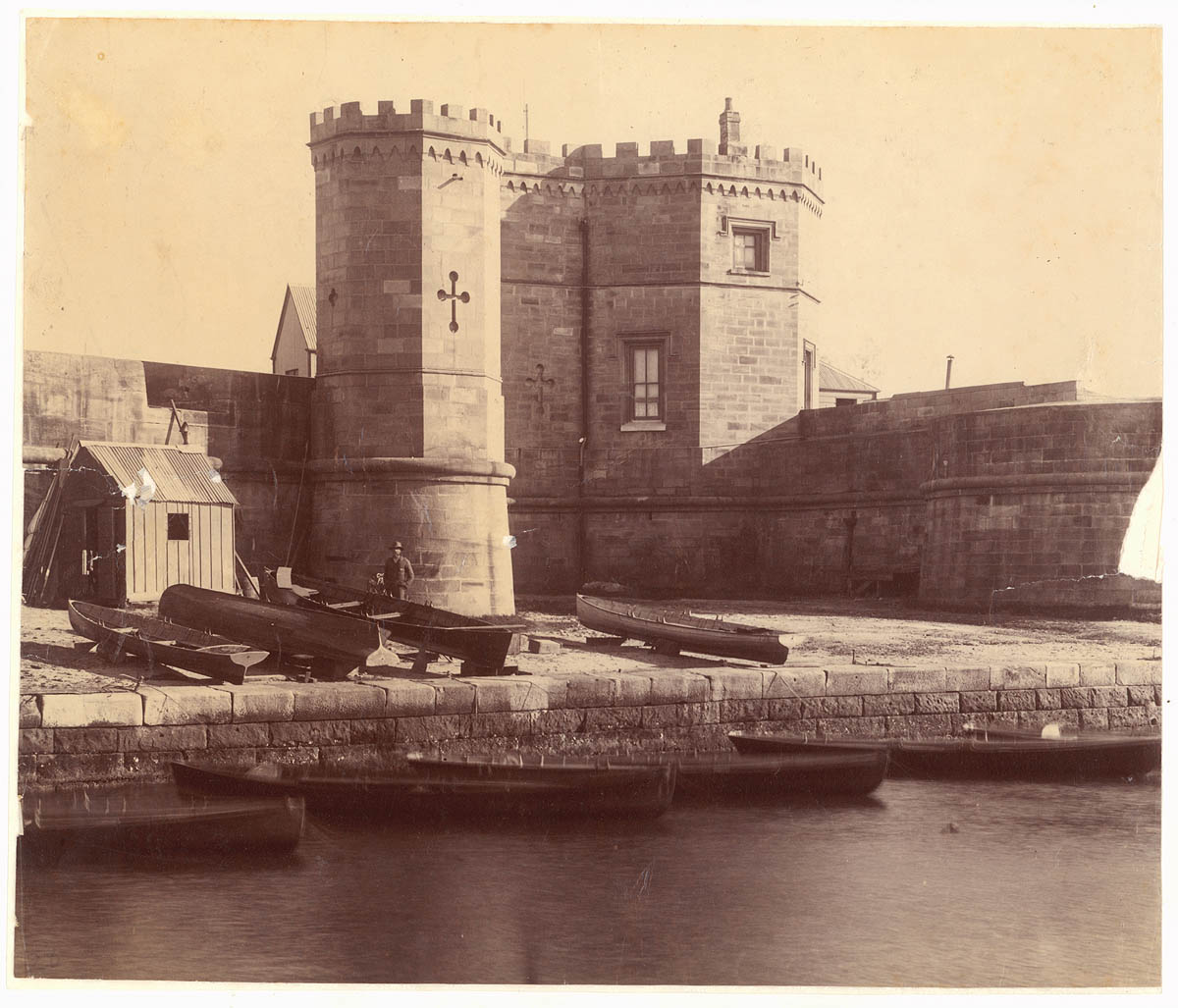
1870年时的麥覺理堡

麥覺理街北段原為穿過總督禁苑抵達悉尼港上便利朗角的一條小徑。在總督府搬到地勢更高的位置后，這條小徑被拓寬成爲麥覺理街的一部分，道路西側的土地在19世紀40-50年代賣出進行商業開發。現在，麥覺理街的這一段沿环形码头东岸延伸。这里的东侧是皇家植物园，而西侧过去有阶梯通往地势较低的码头，包括建于1868年的砂岩质古跡摩爾樓梯（Moore Stairs），位于麥覺理街61號。这里的码头区域过去是主要用於和羊毛貿易有關的仓库和其他货运设施，因此這段道路稱謂“羊毛倉庫”路段。麥覺理街尽头是贝内朗头（英語：Bennelong Point)，过去这里是1821年落成的堡垒——麥覺理堡，1901年拆除建造同名的电车场，最后1973年拆除建造悉尼歌剧院。
靠近悉尼歌剧院的仓库和货运码头在20世纪中叶大多拆除建造了現代主義風格的辦公樓，但1998年在此建成了一组当代建築群，包括一座稱為「烤麵包機大樓」（The Toaster Building）的公寓大樓。这组建筑群被批评与四周环境不协调、破坏此区域的视线、设计平庸。有說法指「這可以说是數十年來最惹人生厭的發展」。大樓内有辦公室、餐廳、酒店和戲院。

## 诊所街
19世紀末至數十年前，麥覺理街由于遍布医师诊所和医学界专业机构被廣泛稱為“悉尼的哈利街”（Harley Street）——哈利街是英国伦敦的“诊所街”。麥覺理街145號的澳大利亞皇家醫師學院大樓（The Royal Australian College of Physicians Building）曾是约翰·费法斯（John Fairfax）的喬治王朝時期宅第，1848年改建。英國醫學會的澳洲分会则位於麥覺理街135-137號的1920年代英國醫學会樓（BMA House），至今内部仍為醫生診所和醫學講學設施。

## 政府和公共建築

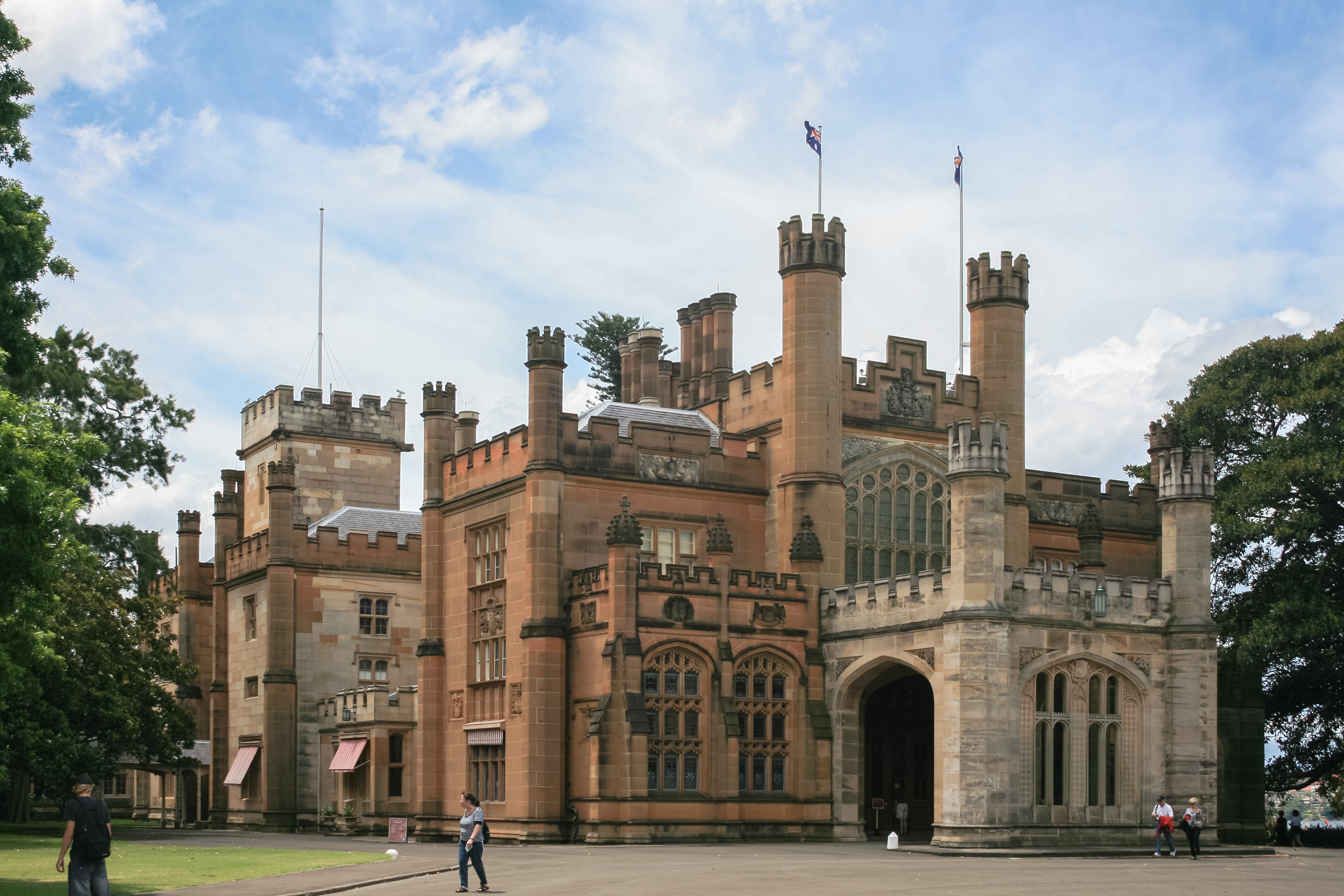
纽省总督府

現時麥覺理街两旁还坐落着数座重要公共建筑，包括新南威尔士最重要的政府机构。
其中，麥覺理街南端的皇后廣場（Queen's Square）是新南威尔士州最高法院所在地，法院大楼同时也是联邦法院和联邦高等法院在悉尼的驻地。街道南段东侧还有悉尼医院、悉尼眼科医院、铸币厂旧址、澳大利亚的中央银行——澳大利亞儲備銀行的总部、新南威尔士议会大厦以及新南威爾斯州立圖書館。
麥覺理街的北段东侧是雪梨皇家植物園，新南威爾斯州總督的总督府即位于植物园内。总督府的原马厩现在是雪梨音樂學院。此段街道的西侧则有布政司洋樓和州财政部旧址。
麥覺理街的北端是悉尼歌剧院。

## 建筑特色一览

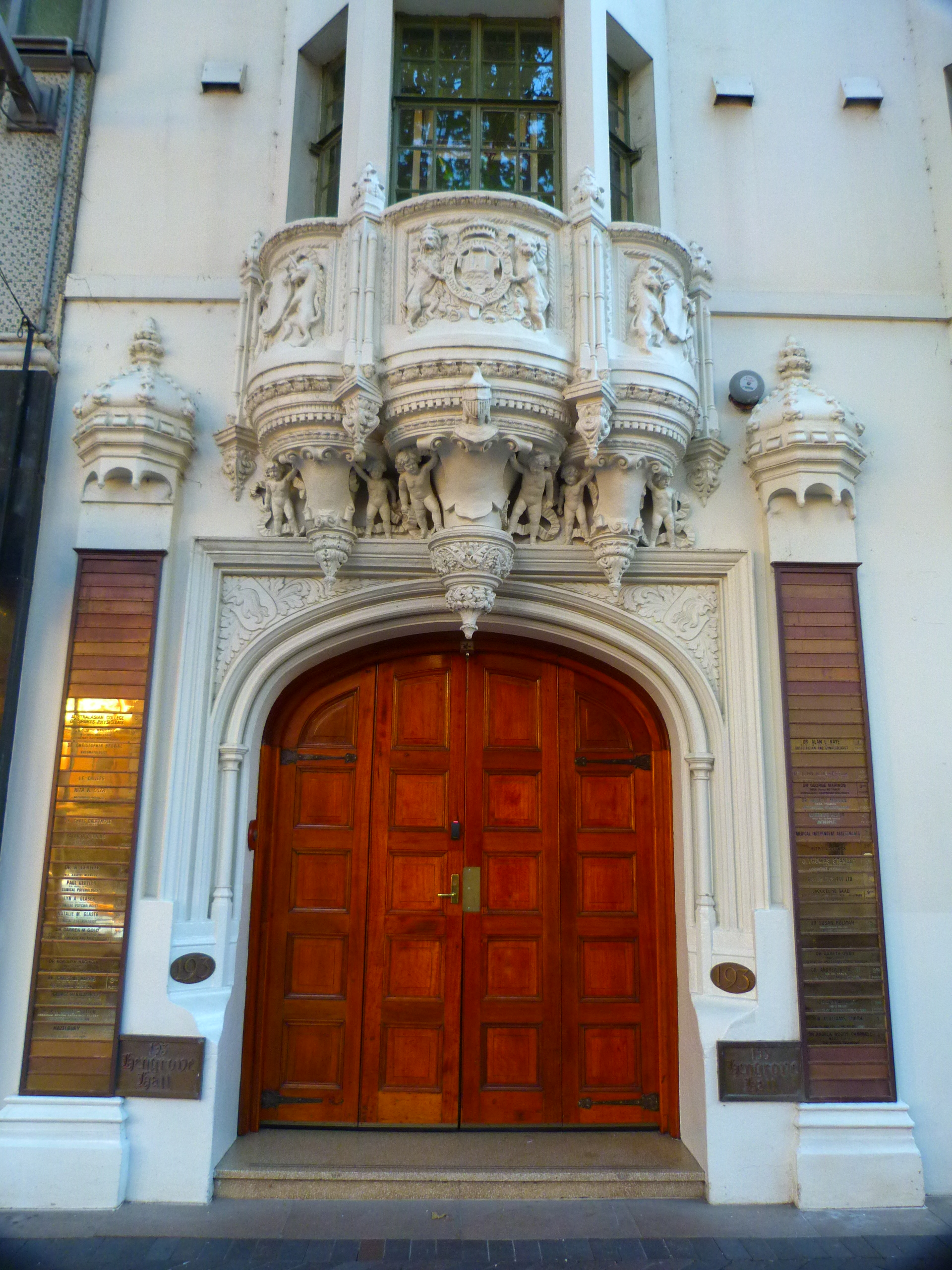
麥覺理街193號：亨格罗夫厅（Hengrove Hall）（办公楼，主要为大律师事务所及诊所，1928年落成）正立面局部
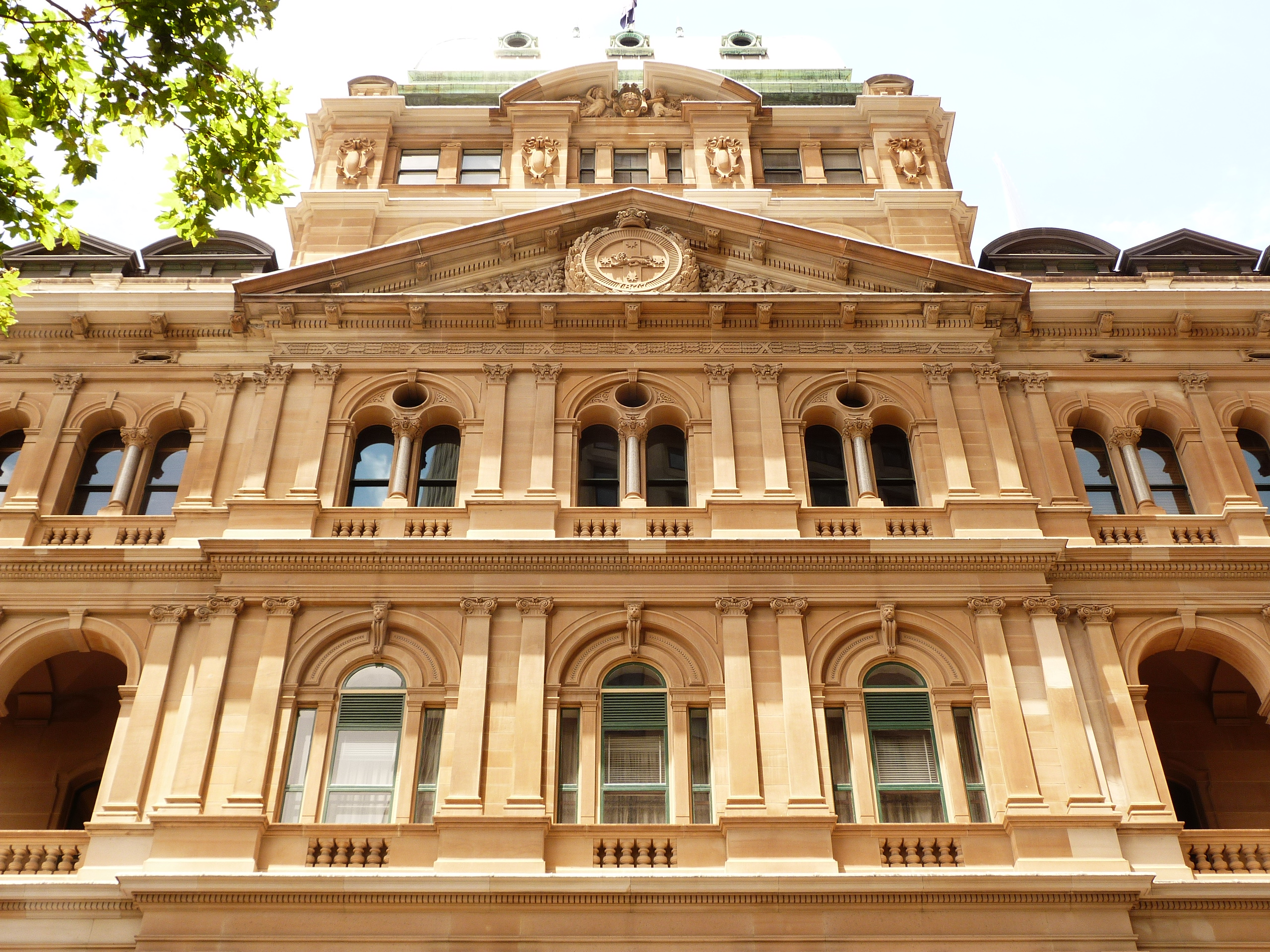
麥覺理街121號：新南威爾士布政司洋樓（1881年落成）立面局部
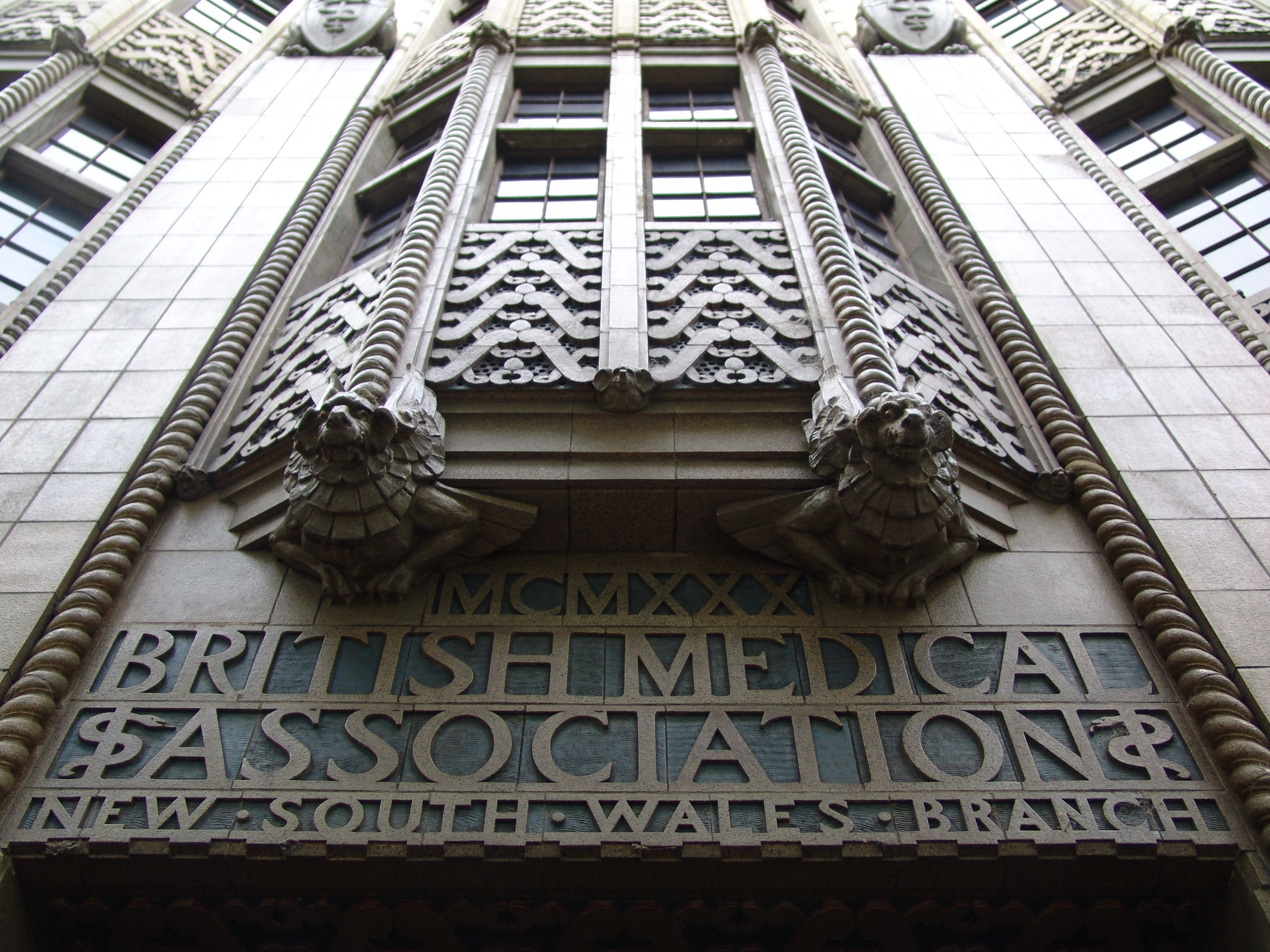
麥覺理街135至137號：英國醫學會大樓（1930年落成）正立面局部
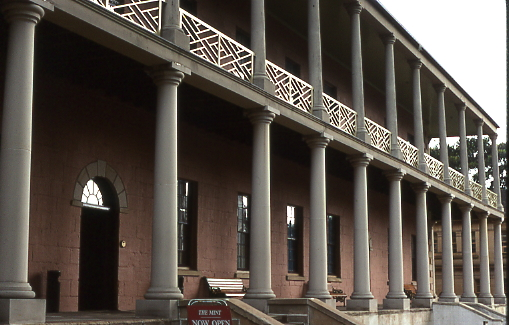
麥覺理街10號：鑄幣厰大樓（1816年落成）
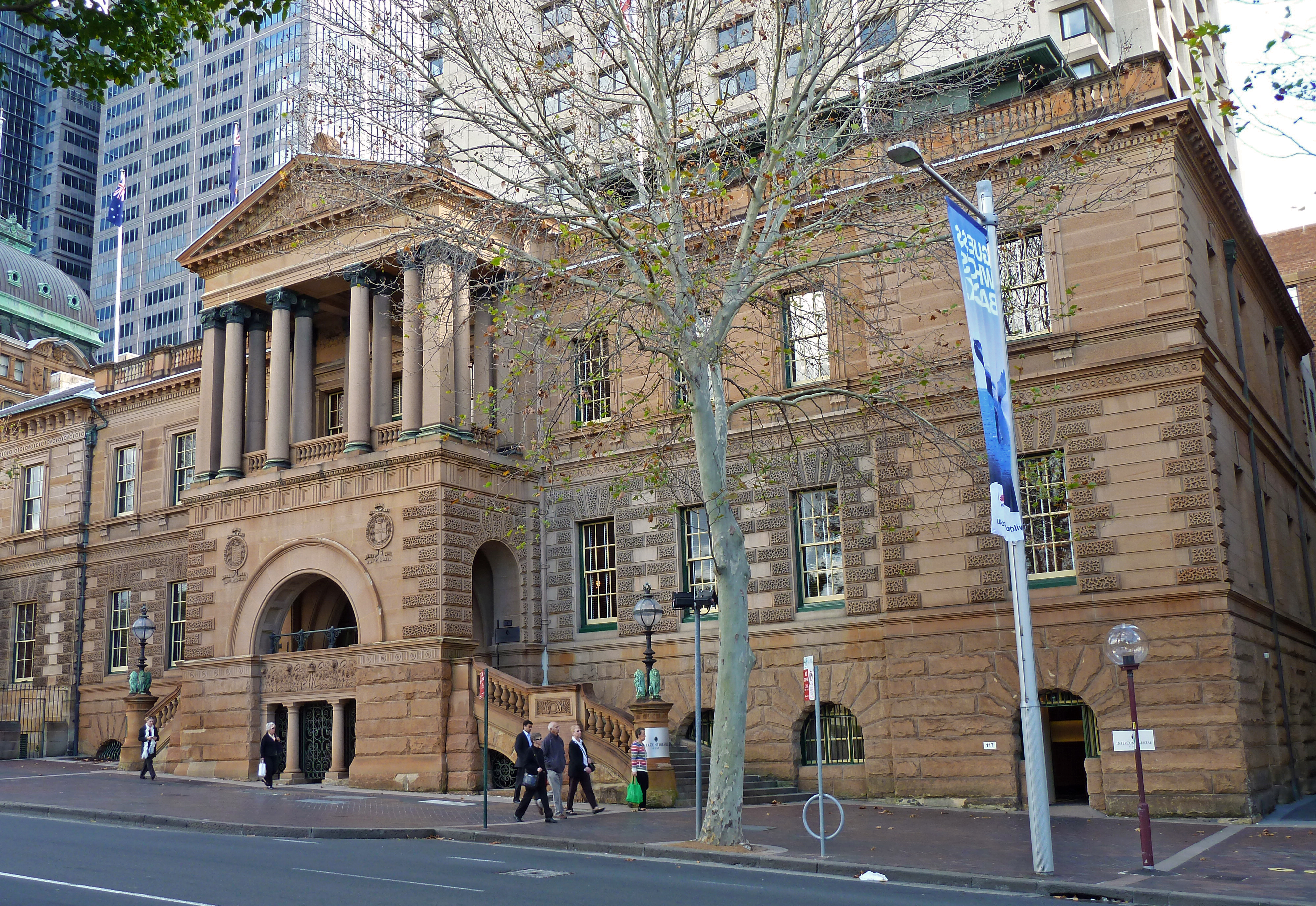
麥覺理街117至119號：原州財政部大樓（現為洲際酒店部分，1899年落成）
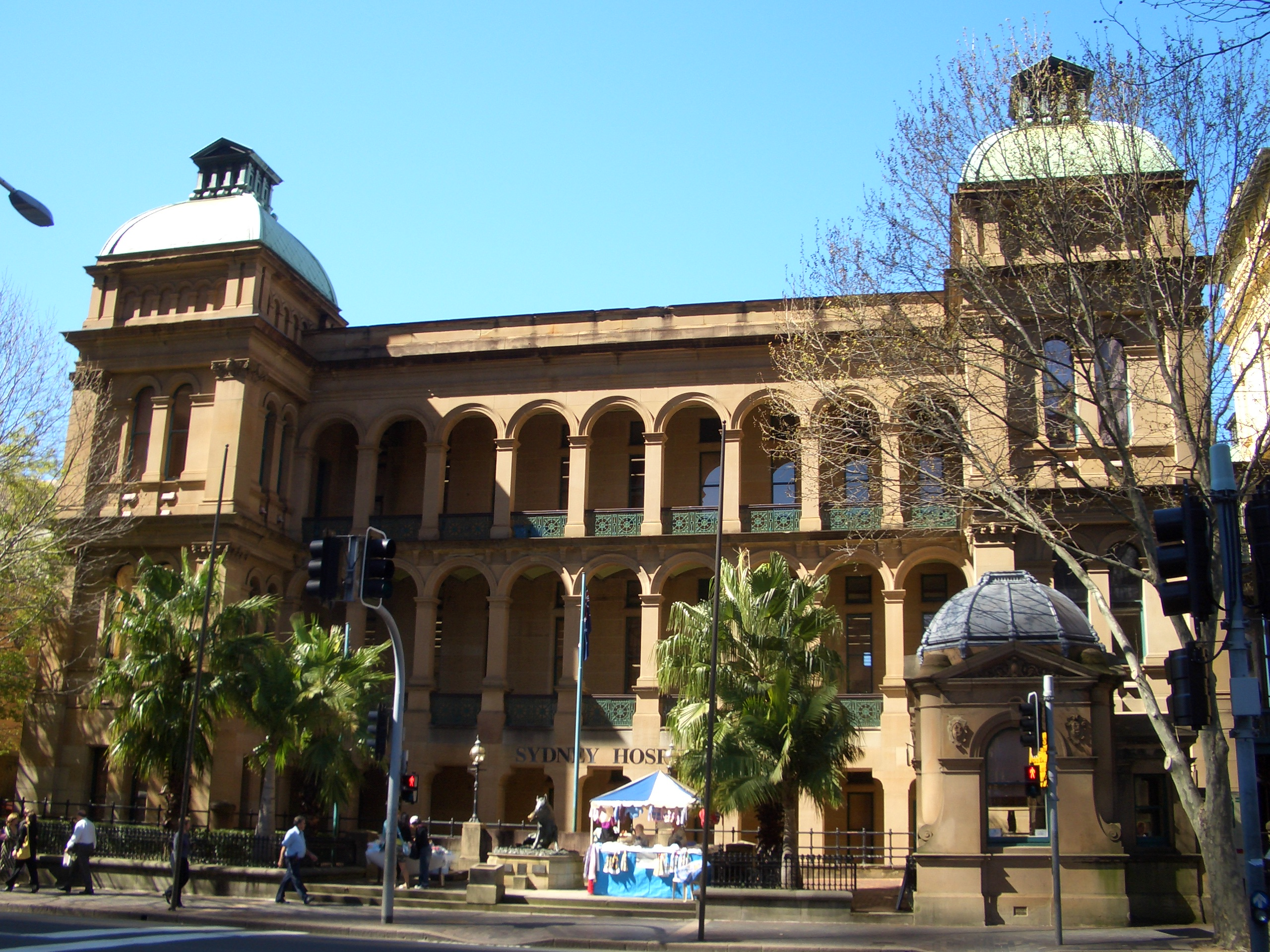
麥覺理街（无门牌号，近马丁广场）：悉尼醫院（附樓）（1894年重建）
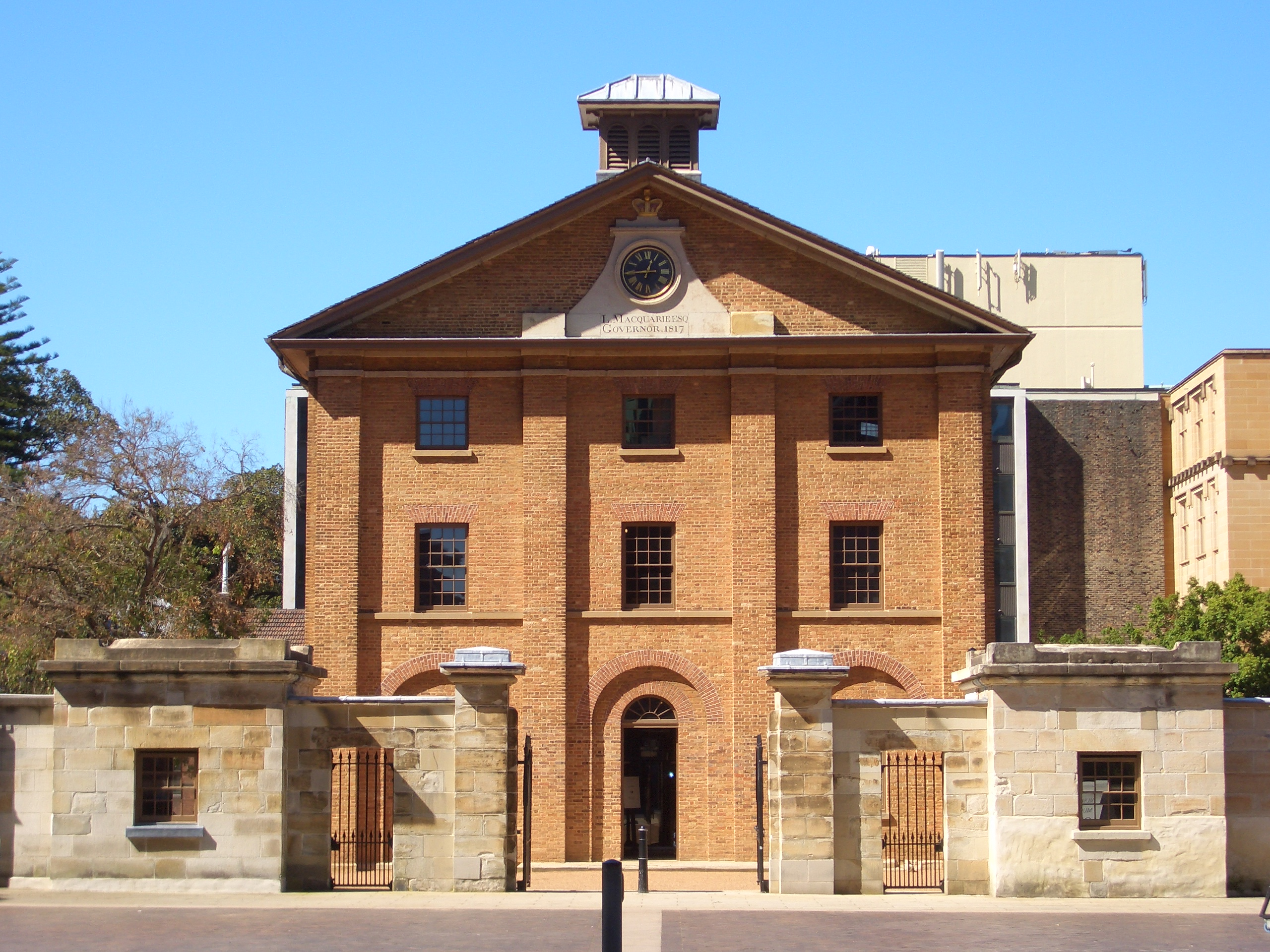
皇后广场麥覺理街：海德公園兵營（1819年落成）
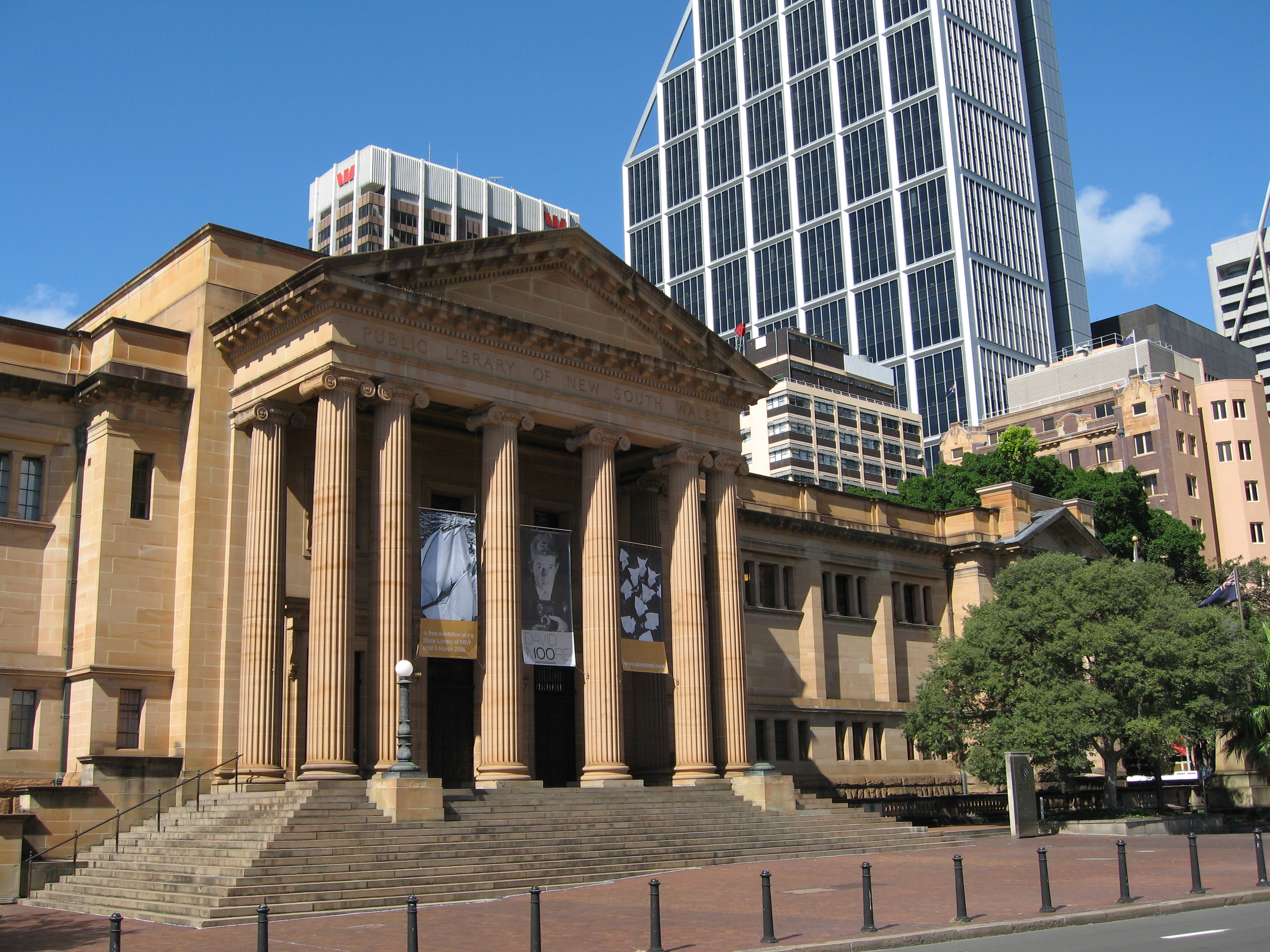
麥覺理街（无门牌号，近邊街）：州立圖書館（老樓）（1910年落成）
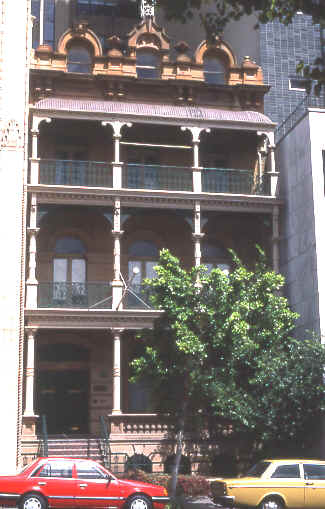
麥覺理街133号：尚存的早期私宅之一（现为皇家澳洲历史学会使用，约1872年落成）
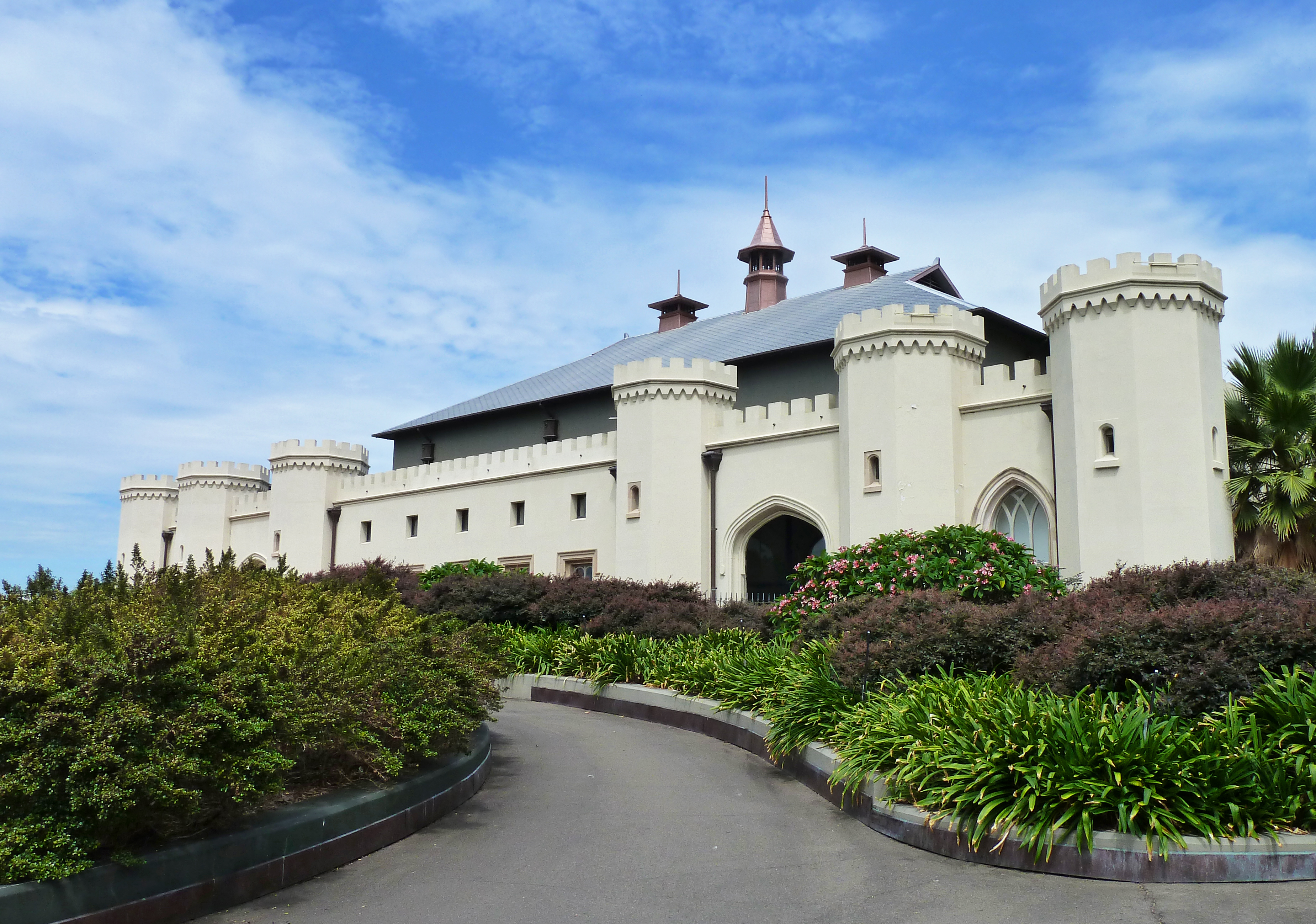
麥覺理街（无门牌号，近桥街）：雪梨音樂學院（原为总督府马厩，1815年落成）。

## 外部連結
- 地理坐标：33°51′55″S 151°12′45″E / 33.86521°S 151.21260°E

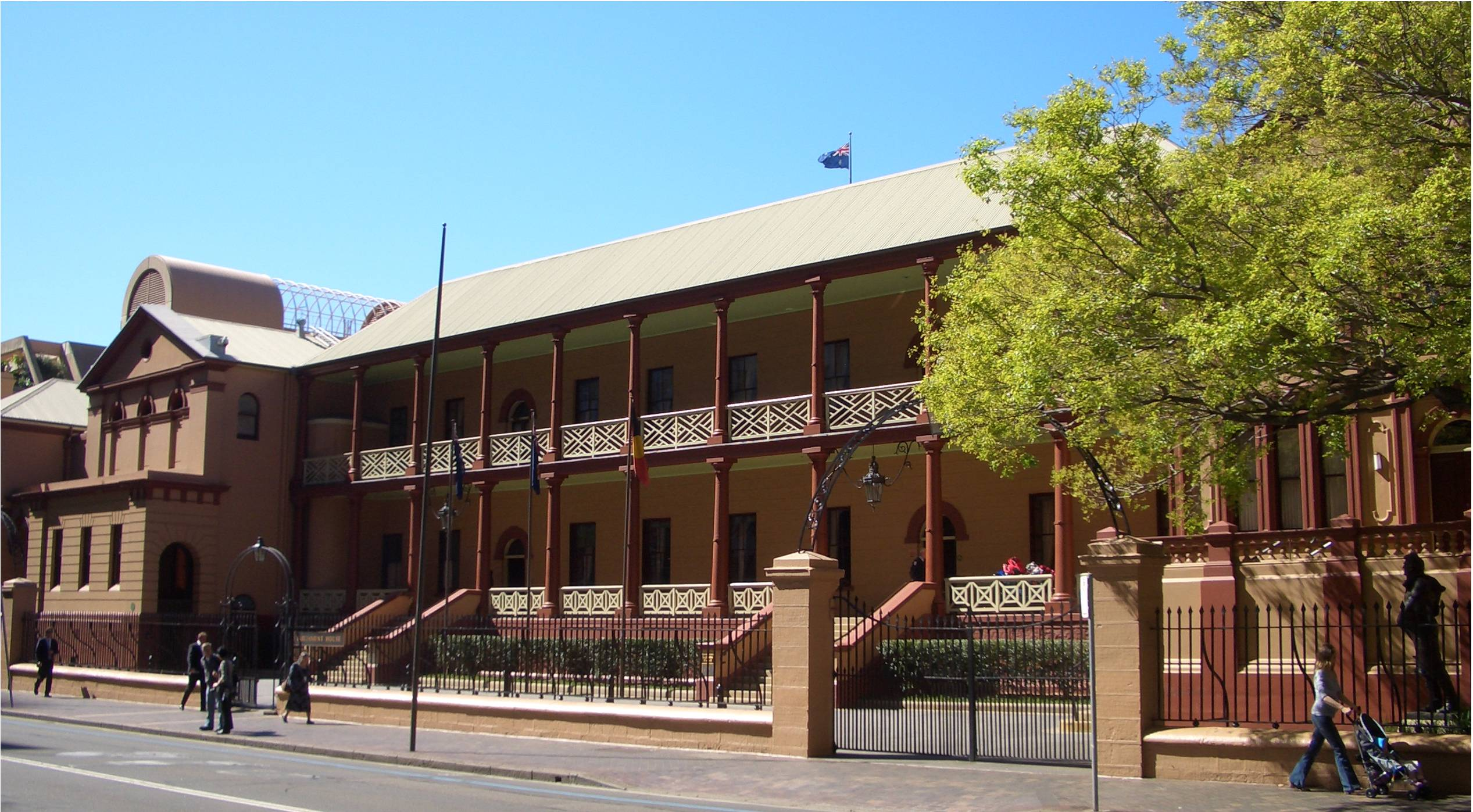
位於麥覺理街南端的新南威爾斯州议会大廈

- Whereis Online - Macquarie St, Sydney[] （英文）